# マヌエル・フェルナンデス
マヌエル・エンリケス・タバレス・フェルナンデス（Manuel Henriques Tavares Fernandes, 1986年2月5日 - ）は、ポルトガル・リスボン出身のサッカー選手。ポジションはミッドフィールダー。カーボベルデ系ポルトガル人。
守備能力が高い上に攻撃への機転となるプレーも上手い。クロード・マケレレにちなんでマネレレという愛称がつけられている。ナニとは幼少期に一緒に空き地でフットボールをしていた。
スイス代表MFのジェルソン・フェルナンデス、エジミウソン・フェルナンデスはいとこ。

## 経歴

### クラブ
2006年、SLベンフィカからポーツマスFCにレンタル移籍した。2007年1月にはエヴァートンFCにレンタル移籍され、エヴァートンは完全移籍を試みたが失敗した。2007年8月、バレンシアCFに6年契約で完全移籍した。しかしながら、バレンシアではレギュラーポジションを得ることが出来ず、再びエヴァートンにレンタル移籍した。
2008年夏にバレンシアに復帰すると、プレシーズンの活躍からウナイ・エメリの構想に含まれることになり、さらに開幕戦でルベン・バラハが負傷すると、出場機会を得て好調ぶりをアピールした。その後はレギュラーとして活躍し、レアル・バリャドリード戦で劣勢の中から値千金の決勝点をマークした。
気が短いことで有名で、カードの多い選手としても知られている。

### 代表
ポルトガル代表として、UEFA U-21欧州選手権2007に出場し、1ゴールを記録した。A代表では2005年3月26日、カナダ代表戦でデビューを果たした。

## エピソード
- 練習に遅刻してしまい次の試合のメンバーから外されたため、次の代表戦から戻ってくる際に空港に一泊してまで遅刻を免れた事がある。
- 2009年4月5日のヘタフェ戦にて前半15分過ぎに相手からのタックルを受け左脚を痛めたがフル出場を果たし、何事もなかったかのように家路に着いた。しかし翌日の練習に出てきた際に足首が腫れている事を発見したドクターがレントゲン検査を行った所、腓骨骨折が発覚した。ドクターの説明によると折れた骨が非常に強靱な筋肉によって固定されていたため、骨折に気付かなかったという。

## 代表歴

### 出場大会
- ポルトガル代表
  - 2018 FIFAワールドカップ

### 試合数
- 国際Aマッチ 15試合 3得点（2005年-2018年）[1]

| ポルトガル代表 | 国際Aマッチ | 国際Aマッチ |
| 年             | 出場        | 得点        |
| -------------- | ----------- | ----------- |
| 2005           | 2           | 1           |
| 2006           | 0           | 0           |
| 2007           | 1           | 0           |
| 2008           | 2           | 0           |
| 2009           | 0           | 0           |
| 2010           | 3           | 1           |
| 2011           | 0           | 0           |
| 2012           | 1           | 0           |
| 2013           | 0           | 0           |
| 2014           | 0           | 0           |
| 2015           | 0           | 0           |
| 2016           | 0           | 0           |
| 2017           | 2           | 1           |
| 2018           | 4           | 0           |
| 通算           | 15          | 3           |

## タイトル

### クラブ
SLベンフィカ
- スーペル・リーガ : 2004-05
- タッサ・デ・ポルトガル : 2003-04
- スーペルタッサ・カンディド・デ・オリベイラ : 2005

バレンシアCF
- コパ・デル・レイ : 2007-08

ベシクタシュJK
- テュルキエ・クパス : 2010-11

FCロコモティフ・モスクワ
- ロシアサッカー・プレミアリーグ : 2017-18
- ロシア・カップ : 2014-15, 2016-17, 2018-19